# Mens Sana Basket 1997-1998
La Mens Sana Basket 1997-1998, sponsorizzata Fontanafredda Vini, ha preso parte al campionato professionistico italiano di pallacanestro di Serie A ed alla Coppa Korać.

## Roster
| Giocatori |
| --------- |

|    | Naz.                       | Ruolo | Sportivo            | Anno | Alt. | Peso |  |
| -- | -------------------------- | ----- | ------------------- | ---- | ---- | ---- |  |
| 4  | Italia (bandiera)          | P     | Massimo Gattoni     |      |      |      |  |
| 5  | Italia (bandiera)          | P     | Marco Rossetti      | 1980 | 203  | 86   |  |
| 6  | Italia (bandiera)          | G     | Stefano Pagliari    |      |      |      |  |
| 7  | Italia (bandiera)          | A     | Sandro Dell'Agnello |      |      |      |  |
| 8  | Italia (bandiera)          | G     | Marco Spangaro      |      |      |      |  |
| 9  | Italia (bandiera)          | A     | Giovanni Savio      |      |      |      |  |
| 10 | Stati Uniti (bandiera)     | G     | Larry Middleton     |      |      |      |  |
| 11 | Stati Uniti (bandiera)     | C     | Gerard King         |      |      |      |  |
| 12 | Italia (bandiera)          | A     | Riccardo Valoti     |      |      |      |  |
| 13 | Italia (bandiera)          | P     | David Londero       |      |      |      |  |
| 15 | Stati Uniti (bandiera)     | A     | Jerry Reynolds      | 1962 |      |      |  |
|    | Stati Uniti (bandiera)     | A     | Jamie Watson        |      |      |      |  |
|    | Rep. Dominicana (bandiera) | C     | Tito Horford        |      |      |      |  |
|    | Stati Uniti (bandiera)     | P     | Matt Alosa          |      |      |      |  |

| Staff tecnico                 |
| ----------------------------- |
| Allenatore: Phil Melillo      |
| Assistente: Simone Pianigiani |

| Giocatori acquistati e ceduti a stagione in corso |
| ------------------------------------------------- |